# スーパーレジン工業
スーパーレジン工業（スーパーレジンこうぎょう）は、東京都稲城市に本社を置く、繊維強化プラスチック (FRP) の製造企業である。

## 沿革
1957年に東京都渋谷区で設立され、ガラス繊維強化プラスチックを用いた製品の製造を手掛け、1970年の日本万国博覧会で岡本太郎の依頼により太陽の塔中央の顔パーツを製作した。岡本太郎自身も20回当地に赴き制作に参加している。その後10分割されて万博会場へ運ばれた。 
1980年初頭より炭素繊維強化プラスチック (CFRP) の製造を手掛け、最近は小惑星探査衛星「はやぶさ」の燃料タンク用支柱を製作し、2010年に表彰を受けた。火星探査などを念頭に置いた探査機の防熱材料試験用アブレータに、同社製のCFRP素材が利用されている。 
2008年にエンジニアリングプラスチックなどの機能性材料メーカーであるIS.Tグループの子会社となる。CFRPメーカーとして初めて中国に生産拠点を作り、2012年2月から稼働予定と化学工業日報が報じた。 
2015年11月に、研究開発型ベンチャー企業seven dreamers laboratories株式会社の子会社となる。
令和元年８月７日付にてスーパーレジン工業株式会社の全株式がJPH株式会社へ正式譲渡された。